# Hundred Year Stone
La Hundred Year Stone (« Pierre des cent ans » en anglais) est une œuvre du sculpteur britannique Peter Randall-Page (en).

## Description
L'œuvre est située sur la rive orientale du Derwentwater, à 2 km au sud du village de Keswick, dans le comté Cumbria au nord-ouest de l'Angleterre. Elle est accessible après une courte marche par la route B5289 (en). Elle est également connue sous le nom de Centenary Stone (« Pierre du centenaire »), voire Millenium Stone (« Pierre du millénaire »). Suivant le niveau du lac, elle est entièrement à découvert sur les galets de la rive, ou bien partiellement submergée.
La Hundred Year Stone est constituée d'un rocher d'andésite local, scié en son milieu, les deux morceaux reposant l'un à côté de l'autre, comme s'ils avaient été brisés ; ils mesurent 130 cm de haut, 140 m de long et respectivement 130 et 90 cm de large. Le long de la séparation, les faces sont polies et creusées afin de dessiner un tracé labyrinthique qui, serpentant, compose une forme circulaire.

## Historique
L'œuvre est une commande du National Trust à Peter Randall-Page (en) en 1995, pour célébrer le centenaire de la création de l'association.